# دسته جداافتاده‌ها
دستهٔ جداافتاده‌ها یا دستهٔ غریبه‌ها (به فرانسوی: Bande à part؛ به انگلیسی: Band of Outsiders) فیلمی فرانسوی به کارگردانی ژان-لوک گدار و محصول سال ۱۹۶۴ است.

عنوان فیلم برگرفته از عبارت «faire bande à part» به معنی «انجام کاری جدا از چهارچوب گروه» است و برداشتی از رمان ثروت احمق‌ها، نوشتهٔ دولورس هیچنز است.
دستهٔ جداافتاده‌ها، متعلّق به موج نوی فرانسه است و گدار از آن با عنوان «دیدار آلیس در سرزمین عجایب با فرانتس کافکا» یاد کرده‌است.

## بازیگران
- آنا کارینا در نقش اودیل
- سامی فری در نقش فرانتس
- کلود براسر در نقش آرتور
- لوئیزا کلپین در نقش مادام ویکتوریا
- ژرژ استاکت در نقش لژیونر
- ژان-لوک گدار در نقش راوی

## داستان
یک زن جوان به نام اودیل (آنا کارینا) در کلاس زبان انگلیسی با مردی به نام فرانتس (سامی فره) آشنا می‌شود. او به فرانتس از وجود پولی هنگفت که در یک ویلا خبر می‌دهد. آن ویلایی است که اودیل، همراه با عمه‌اش ویکتوریا و آقای اشتولتز در ژوانویل، حومه پاریس، پنهان شده است. فرانتس این موضوع را به دوستش آرتور (کلود براسو) می‌گوید و این دو نقشه سرقت را می‌ریزند.
فرانتس و آرتور به کلاس انگلیسی می‌روند، جایی که آرتور با اودیل لاس می‌زند و درباره پول از او سؤال می‌کند. اودیل به خانه بازمی‌گردد و پول را در اتاق اشتولتز پیدا می‌کند. سپس با فرانتس و آرتور ملاقات می‌کند و به کافه‌ای می‌روند، نوشیدنی سفارش می‌دهند و می‌رقصند. اودیل به آرتور می‌گوید که عاشق اوست و آن دو به خانه آرتور می‌روند و شب را با هم می‌گذرانند.
روز بعد، عموی آرتور از وجود پول باخبر می‌شود و سهمی از آن می‌خواهد. فرانتس، آرتور و اودیل تصمیم می‌گیرند که سرقت را زودتر از زمان برنامه‌ریزی شده انجام دهند. آن سه نفر با هم ملاقات می‌کنند و با سرعت از لوور عبور می‌کنند. آن شب، به خانه اودیل می‌روند و متوجه می‌شوند که در اتاق اشتولتز قفل است. آرتور به اودیل می‌گوید که کلید را پیدا کند. شب بعد، فرانتس و آرتور به خانه بازمی‌گردند و اودیل به آنها می‌گوید که قفل‌ها عوض شده‌اند. آنها ویکتوریا را می‌بندند و در یک کمد حبس می‌کنند. سپس وارد اتاق اشتولتز می‌شوند و می‌بینند که پول دیگر آنجا نیست. آنها خانه را جست‌وجو می‌کنند و تنها مقدار کمی پول نقد پیدا می‌کنند. وقتی کمد را برای بازجویی از ویکتوریا باز می‌کنند، او به نظر می‌رسد که مرده است. فرانتس و اودیل آنجا را ترک می‌کنند و آرتور می‌ماند و می‌گوید که می‌خواهد ببیند آیا ویکتوریا واقعاً مرده یا نه (اما می‌توان حدس زد که او به دنبال بقیه پول است).
در راه فرار، فرانتس و اودیل، عموی آرتور را می‌بینند که به سمت ویلا می‌رود و آن‌ها بازمی‌گردند. سپس می‌بینند که آرتور بقیه پول را در یک لانه سگ پیدا کرده است. آرتور و عمویش با هم درگیر شده و یکدیگر را می‌کشند. اشتولتز به خانه بازمی‌گردد و ویکتوریا زنده دیده می‌شود. فرانتس و اودیل با همان مقدار کم پول سرقتی فرار می‌کنند. آن‌ها به آمریکای جنوبی می‌روند و متوجه می‌شوند که عاشق یکدیگر هستند.

## صحنه‌های معروف
- یک دقیقه سکوت: آرتور، فرانس و اودیل در کافه‌ای شلوغ نشسته‌اند و تصمیم به یک دقیقه سکوت می‌گیرند؛ در این لحظه موسیقی‌متن فیلم نیز قطع می‌شود. این صحنه در واقع تنها ۳۶ ثانیه به‌طول می‌انجامد و فرانس با گفتن «دیگه بسّه» به آن پایان می‌بخشد.
- صحنهٔ مدیسون: اندکی بعد، اودیل و آرتور تصمیم به رقص می‌گیرند. فرانس نیز به آن‌ها ملحق می‌شود و رقص روتینی را انجام می‌دهند. موسیقی نواخته شده، موسیقی آراندبی یا سول است که توسّط میشل لوگران، برای فیلم ساخته شده بود، امّا آنا کارینا و دیگر بازیگران با عنوان «رقص مدیسون» از آن یاد می‌کردند. این صحنه، الهام‌بخش صحنهٔ رقص اوما تورمن و جان تراولتا در داستان عامه‌پسندِ کوئنتین تارانتینو بود.
- صحنهٔ لوور: در این صحنه، بازیگران تلاش می‌کنند تا رکورد دوندگی در طول موزه لوور را بشکنند. به گفتهٔ راوی داستان، آن‌ها با ۹ دقیقه و ۴۳ ثانیه، رکورد جیمی جانسون از سان فرانسیسکو را شکستند. در فیلم خیالباف‌های برناردو برتولوچی، این صحنه بازسازی شده‌است.